# Allée du Philosophe

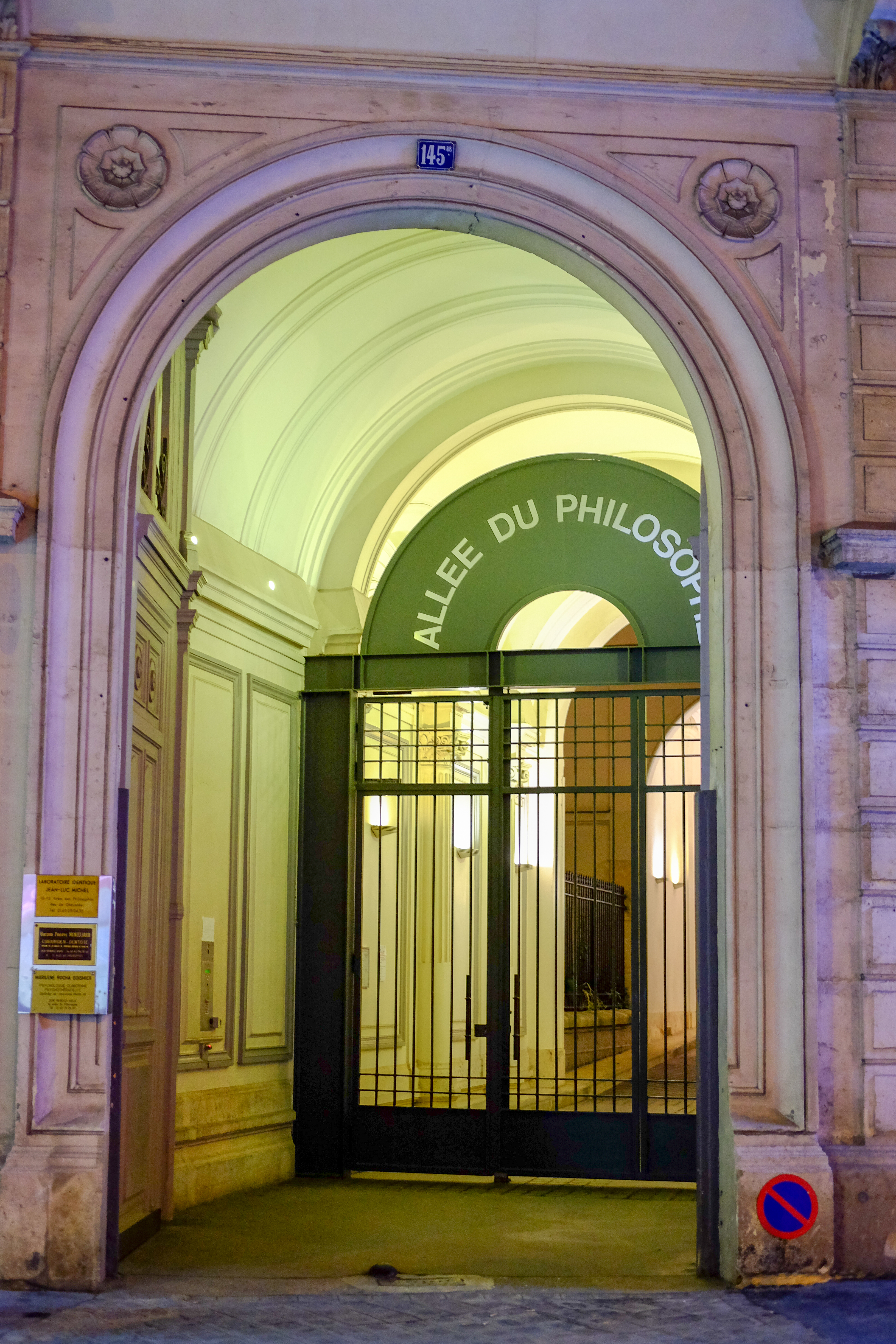
Allée du Philosophe, 145 bis, boulevard Voltaire, Paris 11e.

L'allée du Philosophe est une voie du 11e arrondissement de Paris, en France.

## Situation et accès
L'allée du Philosophe est une voie privée située dans le 11e arrondissement de Paris. Elle débute au 145 bis, boulevard Voltaire et se termine en impasse.

## Origine du nom
Cette dénomination rend hommage à François-Marie Arouet dit Voltaire (1694-1778), philosophe français du siècle des Lumières, en raison du voisinage du boulevard Voltaire.

## Historique
La voie est créée[réf. nécessaire] sous le nom provisoire de « voie W/11 » et prend sa dénomination actuelle par arrêté municipal du 10 septembre 2001.